# 南大門の戦い
南大門の戦い（なんだいもん/ナムデムンのたたかい）または崇礼門の戦い（すうれいもんのたたかい）とは、1907年8月1日に、第三次日韓協約の秘密条項「大韓帝国軍の解散」を執行するために、漢城府で解散式典を行おうとした日本軍に対し、大韓帝国軍の一部の将兵が抵抗のために蜂起し、日本軍と交戦した戦いである。

## 背景

### 交戦前
第三次日韓協約で締結された条項には、非公開の条項が存在し、第三の条項に「大韓帝国軍の解散」を規定していた。日本軍は、第三次日韓協約に基づき、大韓帝国軍に対し、1907年8月1日付で軍隊解散のために、非武装の状態で解散式場に来るように命じた。しかし、朴昇煥が遺書に「軍人として国を守れないなら、一万回死んでも惜しくない」と書き残して自殺した。これに呼応した一部の大韓帝国軍の将兵が武器庫から銃を取り出し、日本軍と戦闘を始めた。

### 交戦時
大韓帝国軍側の第1大隊が蜂起していた時点で、第2大隊は解散式場に向かっていたが、第1大隊の兵士の叫び声と銃声に呼応して、第2大隊の将兵も銃を取り出して交戦に備えた。これに対し、日本軍はわずかな兵力しか備えていなかったが、ホチキス機関銃を装備していた。